# Scottocalanus thomasi
Scottocalanus thomasi är en kräftdjursart som beskrevs av A. Scott 1909. Scottocalanus thomasi ingår i släktet Scottocalanus och familjen Scolecitrichidae. Inga underarter finns listade i Catalogue of Life.